# Alex Lawther

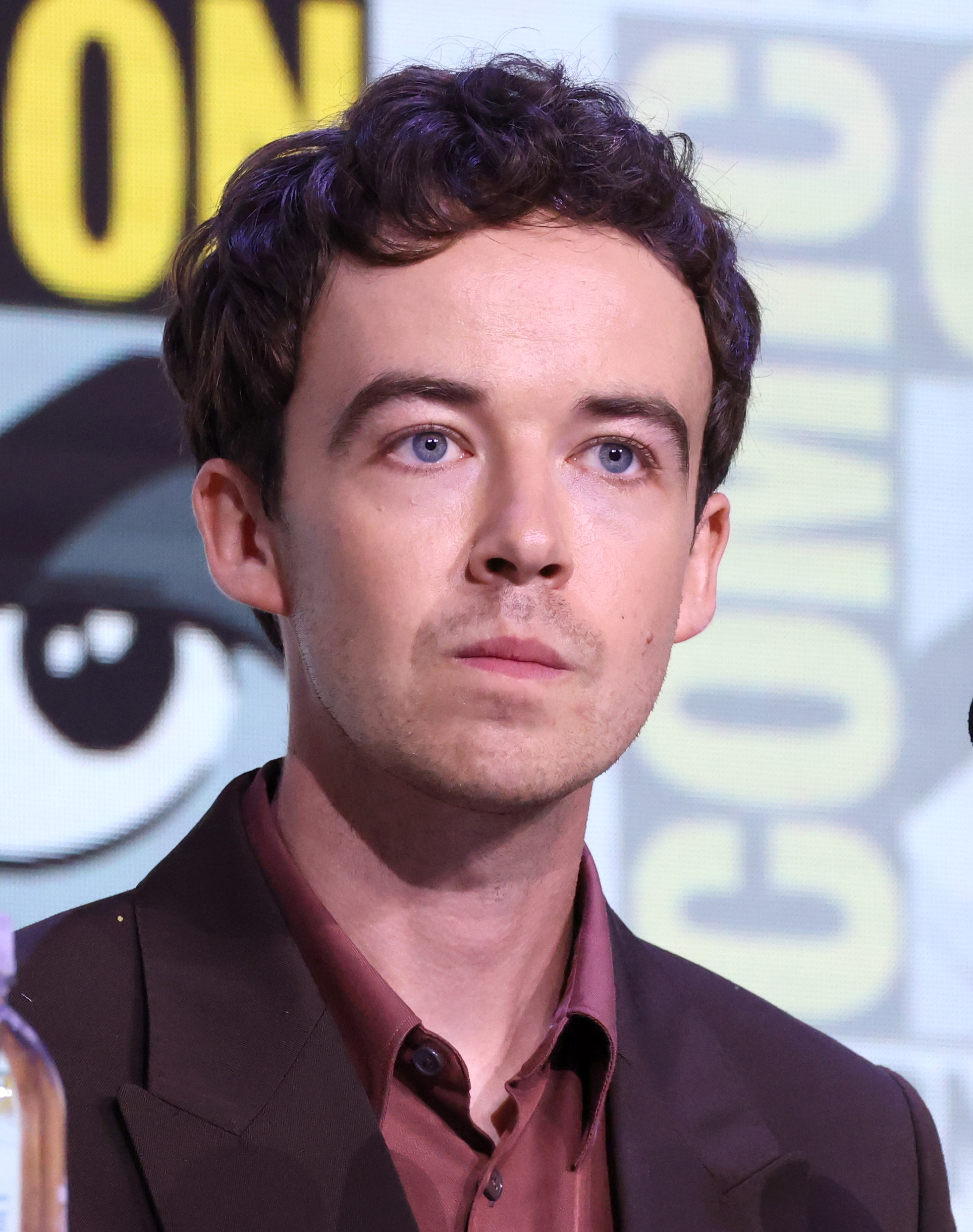
Alex Lawther (2025)

Alexander Jonathan Lawther (* 1995 in Petersfield, Hampshire, England) ist ein britischer Schauspieler.

## Leben
Nachdem Lawther mit verschiedenen Theatergruppen zusammengearbeitet hatte, darunter auch das The National Youth Theatre, gelang ihm im Alter von 16 Jahren der Durchbruch mit dem Stück South Downs. Danach war er in der Show The Glass Supper an der Seite von Michael Begley und Michelle Collins im Hampstead Theatre zu sehen. Später erhielt Lawther eine Rolle im Film Benjamin Britten: Peace and Conflict und spielte an der Seite von Benedict Cumberbatch und Keira Knightley den jungen Alan Turing im Oscar-prämierten Film The Imitation Game. Im Jahr 2014 war er auch in der Rolle des Isaac Cooper im Film X+Y zu sehen.
Von 2017 bis 2019 spielte er in der Fernsehserie The End of the F***ing World als James eine der beiden Hauptrollen. In der Star-Wars-Serie Andor war er 2022 als Rebell Karis Nemik zu sehen.

## Filmografie (Auswahl)
- 2013: Benjamin Britten: Peace and Conflict
- 2014: The Imitation Game – Ein streng geheimes Leben (The Imitation Game)
- 2014: X+Y
- 2015: Departure
- 2015: Virtuoso (Fernsehfilm)
- 2016: Black Mirror (Fernsehserie, Folge 3x03)
- 2017: Howards End (Fernsehserie, 4 Folgen)
- 2017: Freak Show
- 2017: Goodbye Christopher Robin
- 2017–2019: The End of the F***ing World (Fernsehserie, 16 Folgen)
- 2017: Ghost Stories
- 2019: Das Rätsel (Les Traducteurs)
- 2020: Grand Amour (Fernsehfilm)
- 2021: The French Dispatch
- 2021: The Last Duel
- 2021: Earwig
- 2021–2022: Willkommen im Haus der Eulen (The Owl House, Fernsehserie, 4 Folgen, Stimme)
- 2022: Andor (Fernsehserie, 4 Folgen)
- 2022–2023: Lloyd of the Flies (Fernsehserie, 52 Folgen, Stimme)
- 2025: Alien: Earth (Fernsehserie)

## Auszeichnungen
London Film Festival
- 2014: Nominierung als Best British Newcomer in The Imitation Game

London Film Critics’ Circle Award
- 2015: Auszeichnung als Young British Performer of the Year in The Imitation Game